# Кубок Англії з футболу 1990—1991
Кубок Англії з футболу 1990—1991 — 110-й розіграш найстарішого футбольного турніру у світі, Кубка виклику Футбольної Асоціації, також відомого як Кубок Англії.

## Перший раунд
| Дата                      | Господарі              | Рахунок | Гості                  |
| ------------------------- | ---------------------- | ------- | ---------------------- |
| 17 листопада              | Вокінг                 | 0:0     | Кіддермінстер Гарріерз |
| 21 листопада Перегравання | Кіддермінстер Гарріерз | 1:1     | Вокінг                 |
| 26 листопада Перегравання | Кіддермінстер Гарріерз | 1:2     | Вокінг                 |
| 17 листопада              | Віттон Альбіон         | 1:2     | Болтон Вондерерз       |
| 17 листопада              | Віган Атлетік          | 5:0     | Карлайл Юнайтед        |
| 17 листопада              | Телфорд Юнайтед        | 0:0     | Сток Сіті              |
| 21 листопада Перегравання | Сток Сіті              | 1:0     | Телфорд Юнайтед        |
| 17 листопада              | Тамворт                | 4:6     | Вайтлі Бей             |
| 17 листопада              | Свонсі Сіті            | 5:2     | Веллінг Юнайтед        |
| 17 листопада              | Стаффорд Рейнджерс     | 1:3     | Бернлі                 |
| 17 листопада              | Скарборо               | 0:2     | Лік Таун               |
| 17 листопада              | Ранкорн                | 0:3     | Гартліпул Юнайтед      |
| 17 листопада              | Ротергем Юнайтед       | 1:0     | Стокпорт Каунті        |
| 17 листопада              | Рочдейл                | 1:1     | Сканторп Юнайтед       |
| 20 листопада Перегравання | Сканторп Юнайтед       | 2:1     | Рочдейл                |
| 17 листопада              | Престон Норт-Енд       | 0:1     | Менсфілд Таун          |
| 17 листопада              | Мертір-Тідвіл          | 1:1     | Саттон Юнайтед         |
| 21 листопада Перегравання | Саттон Юнайтед         | 0:1     | Мертір-Тідвіл          |
| 17 листопада              | Мейдстоун Юнайтед      | 4:1     | Торкі Юнайтед          |
| 17 листопада              | Літтлгемптон Таун      | 0:4     | Нортгемптон Таун       |
| 17 листопада              | Лінкольн Сіті          | 1:4     | Кру Александра         |
| 17 листопада              | Лейтон Орієнт          | 3:2     | Саутенд Юнайтед        |
| 17 листопада              | Герефорд Юнайтед       | 1:1     | Пітерборо Юнайтед      |
| 20 листопада Перегравання | Пітерборо Юнайтед      | 2:1     | Герефорд Юнайтед       |
| 17 листопада              | Галіфакс Таун          | 3:2     | Рексем                 |
| 17 листопада              | Хейлзовен Таун         | 1:2     | Транмер Роверз         |
| 17 листопада              | Фулгем                 | 2:1     | Фарнборо Таун          |
| 17 листопада              | Ексетер Сіті           | 1:2     | Кембридж Юнайтед       |
| 17 листопада              | Дарлінгтон             | 1:1     | Йорк Сіті              |
| 19 листопада Перегравання | Йорк Сіті              | 1:0     | Дарлінгтон             |
| 17 листопада              | Колчестер Юнайтед      | 2:1     | Редінг                 |
| 17 листопада              | Чорлі                  | 2:1     | Бері                   |
| 17 листопада              | Честерфілд             | 3:2     | Спеннімур Юнайтед      |
| 17 листопада              | Честер Сіті            | 2:2     | Донкастер Роверз       |
| 20 листопада Перегравання | Донкастер Роверз       | 1:2     | Честер Сіті            |
| 17 листопада              | Кардіфф Сіті           | 0:0     | Хейєс                  |
| 21 листопада Перегравання | Хейєс                  | 1:0     | Кардіфф Сіті           |
| 17 листопада              | Брентфорд              | 5:0     | Йовіл Таун             |
| 17 листопада              | Бредфорд Сіті          | 0:0     | Шрусбері Таун          |
| 21 листопада Перегравання | Шрусбері Таун          | 2:1     | Бредфорд Сіті          |
| 17 листопада              | Борнмут                | 2:1     | Джиллінгем             |
| 17 листопада              | Бостон Юнайтед         | 1:1     | Вікем Вондерерз        |
| 21 листопада Перегравання | Вікем Вондерерз        | 4:0     | Бостон Юнайтед         |
| 17 листопада              | Блекпул                | 2:0     | Грімсбі Таун           |
| 17 листопада              | Бішоп Окленд           | 0:1     | Барроу                 |
| 17 листопада              | Бірмінгем Сіті         | 1:0     | Челтнем Таун           |
| 17 листопада              | Барнет                 | 2:2     | Челмсфорд Сіті         |
| 21 листопада Перегравання | Челмсфорд Сіті         | 0:2     | Барнет                 |
| 17 листопада              | Айлесбері Юнайтед      | 0:1     | Волсолл                |
| 17 листопада              | Атерстен Юнайтед       | 3:1     | Флітвуд Таун           |
| 17 листопада              | Олдершот               | 6:2     | Тівертон Таун          |
| 18 листопада              | Олтрінгем              | 1:2     | Гаддерсфілд Таун       |

## Другий раунд
До другого раунду увійшли переможці першого раунду. 
| Дата                   | Господарі         | Рахунок | Гості             |
| ---------------------- | ----------------- | ------- | ----------------- |
| 7 грудня               | Фулгем            | 0:0     | Кембридж Юнайтед  |
| 11 грудня Перегравання | Кембридж Юнайтед  | 2:1     | Фулгем            |
| 8 грудня               | Вокінг            | 5:1     | Мертір-Тідвіл     |
| 8 грудня               | Віган Атлетік     | 2:0     | Гартліпул Юнайтед |
| 8 грудня               | Свонсі Сіті       | 2:1     | Волсолл           |
| 8 грудня               | Сканторп Юнайтед  | 3:2     | Транмер Роверз    |
| 8 грудня               | Борнмут           | 1:0     | Хейєс             |
| 8 грудня               | Барнет            | 0:0     | Нортгемптон Таун  |
| 12 грудня Перегравання | Нортгемптон Таун  | 0:1     | Барнет            |
| 8 грудня               | Олдершот          | 2:1     | Мейдстоун Юнайтед |
| 10 грудня              | Гаддерсфілд Таун  | 0:2     | Блекпул           |
| 11 грудня              | Шрусбері Таун     | 1:0     | Чорлі             |
| 11 грудня              | Ротергем Юнайтед  | 0:0     | Галіфакс Таун     |
| 17 грудня Перегравання | Галіфакс Таун     | 1:2     | Ротергем Юнайтед  |
| 11 грудня              | Честерфілд        | 3:4     | Болтон Вондерерз  |
| 12 грудня              | Вікем Вондерерз   | 1:1     | Пітерборо Юнайтед |
| 17 грудня Перегравання | Пітерборо Юнайтед | 2:0     | Вікем Вондерерз   |
| 12 грудня              | Вайтлі Бей        | 0:1     | Барроу            |
| 12 грудня              | Лік Таун          | 1:1     | Честер Сіті       |
| 17 грудня Перегравання | Честер Сіті       | 4:0     | Лік Таун          |
| 12 грудня              | Кру Александра    | 1:0     | Атерстен Юнайтед  |
| 12 грудня              | Колчестер Юнайтед | 0:0     | Лейтон Орієнт     |
| 17 грудня Перегравання | Лейтон Орієнт     | 4:1     | Колчестер Юнайтед |
| 12 грудня              | Бернлі            | 2:0     | Сток Сіті         |
| 12 грудня              | Бірмінгем Сіті    | 1:3     | Брентфорд         |
| 17 грудня              | Менсфілд Таун     | 2:1     | Йорк Сіті         |

## Третій раунд
| Дата                  | Господарі                | Рахунок | Гості                |
| --------------------- | ------------------------ | ------- | -------------------- |
| 5 січня               | Вулвергемптон Вондерерз  | 0:1     | Кембридж Юнайтед     |
| 5 січня               | Вест-Бромвіч Альбіон     | 2:4     | Вокінг               |
| 5 січня               | Свонсі Сіті              | 0:0     | Ротергем Юнайтед     |
| 21 січня Перегравання | Ротергем Юнайтед         | 4:0     | Свонсі Сіті          |
| 5 січня               | Саутгемптон              | 3:2     | Іпсвіч Таун          |
| 5 січня               | Шрусбері Таун            | 4:1     | Вотфорд              |
| 5 січня               | Шеффілд Юнайтед          | 1:3     | Лутон Таун           |
| 5 січня               | Порт Вейл                | 2:1     | Пітерборо Юнайтед    |
| 5 січня               | Олдем Атлетік            | 3:1     | Брентфорд            |
| 5 січня               | Норвіч Сіті              | 2:1     | Бристоль Сіті        |
| 5 січня               | Ньюкасл Юнайтед          | 2:0     | Дербі Каунті         |
| 5 січня               | Міллволл                 | 2:1     | Лестер Сіті          |
| 5 січня               | Мідлсбро                 | 0:0     | Плімут Аргайл        |
| 14 січня Перегравання | Плімут Аргайл            | 1:2     | Мідлсбро             |
| 5 січня               | Менсфілд Таун            | 0:2     | Шеффілд Венсдей      |
| 5 січня               | Лейтон Орієнт            | 1:1     | Свіндон Таун         |
| 21 січня Перегравання | Свіндон Таун             | 1:0     | Лейтон Орієнт        |
| 5 січня               | Галл Сіті                | 2:5     | Ноттс Каунті         |
| 5 січня               | Ковентрі Сіті            | 1:1     | Віган Атлетік        |
| 9 січня Перегравання  | Віган Атлетік            | 0:1     | Ковентрі Сіті        |
| 5 січня               | Честер Сіті              | 2:3     | Борнмут              |
| 5 січня               | Челсі                    | 1:3     | Оксфорд Юнайтед      |
| 5 січня               | Чарльтон Атлетік         | 1:2     | Евертон              |
| 5 січня               | Бристоль Роверз          | 0:2     | Кру Александра       |
| 5 січня               | Брайтон енд Гоув Альбіон | 3:2     | Сканторп Юнайтед     |
| 5 січня               | Болтон Вондерерз         | 1:0     | Барроу               |
| 5 січня               | Блекпул                  | 0:1     | Тоттенгем Готспур    |
| 5 січня               | Блекберн Роверз          | 1:1     | Ліверпуль            |
| 8 січня Перегравання  | Ліверпуль                | 3:0     | Блекберн Роверз      |
| 5 січня               | Барнет                   | 0:5     | Портсмут             |
| 5 січня               | Астон Вілла              | 1:1     | Вімблдон             |
| 9 січня Перегравання  | Вімблдон                 | 1:0     | Астон Вілла          |
| 5 січня               | Арсенал                  | 2:1     | Сандерленд           |
| 5 січня               | Олдершот                 | 0:0     | Вест Гем Юнайтед     |
| 16 січня Перегравання | Вест Гем Юнайтед         | 6:1     | Олдершот             |
| 6 січня               | Крістал Пелес            | 0:0     | Ноттінгем Форест     |
| 21 січня Перегравання | Ноттінгем Форест         | 2:2     | Крістал Пелес        |
| 28 січня Перегравання | Ноттінгем Форест         | 3:0     | Крістал Пелес        |
| 6 січня               | Бернлі                   | 0:1     | Манчестер Сіті       |
| 6 січня               | Барнслі                  | 1:1     | Лідс Юнайтед         |
| 9 січня Перегравання  | Лідс Юнайтед             | 4:0     | Барнслі              |
| 7 січня               | Манчестер Юнайтед        | 2:1     | Квінз Парк Рейнджерс |

## Четвертий раунд
У цьому раунді зіграли переможці попереднього етапу.
| Дата                   | Господарі                | Рахунок | Гості                    |
| ---------------------- | ------------------------ | ------- | ------------------------ |
| 26 січня               | Вокінг                   | 0:1     | Евертон                  |
| 26 січня               | Тоттенгем Готспур        | 4:2     | Оксфорд Юнайтед          |
| 26 січня               | Шрусбері Таун            | 1:0     | Вімблдон                 |
| 26 січня               | Портсмут                 | 5:1     | Борнмут                  |
| 26 січня               | Порт Вейл                | 1:2     | Манчестер Сіті           |
| 26 січня               | Ноттс Каунті             | 2:0     | Олдем Атлетік            |
| 26 січня               | Норвіч Сіті              | 3:1     | Свіндон Таун             |
| 26 січня               | Міллволл                 | 4:4     | Шеффілд Венсдей          |
| 30 січня Перегравання  | Шеффілд Венсдей          | 2:0     | Міллволл                 |
| 26 січня               | Манчестер Юнайтед        | 1:0     | Болтон Вондерерз         |
| 26 січня               | Лутон Таун               | 1:1     | Вест Гем Юнайтед         |
| 30 січня Перегравання  | Вест Гем Юнайтед         | 5:0     | Лутон Таун               |
| 26 січня               | Ліверпуль                | 2:2     | Брайтон енд Гоув Альбіон |
| 30 січня Перегравання  | Брайтон енд Гоув Альбіон | 2:3     | Ліверпуль                |
| 26 січня               | Кру Александра           | 1:0     | Ротергем Юнайтед         |
| 26 січня               | Ковентрі Сіті            | 1:1     | Саутгемптон              |
| 29 січня Перегравання  | Саутгемптон              | 2:0     | Ковентрі Сіті            |
| 26 січня               | Кембридж Юнайтед         | 2:0     | Мідлсбро                 |
| 27 січня               | Арсенал                  | 0:0     | Лідс Юнайтед             |
| 30 січня Перегравання  | Лідс Юнайтед             | 1:1     | Арсенал                  |
| 13 лютого Перегравання | Арсенал                  | 0:0     | Лідс Юнайтед             |
| 16 лютого Перегравання | Лідс Юнайтед             | 1:2     | Арсенал                  |
| 13 лютого              | Ньюкасл Юнайтед          | 2:2     | Ноттінгем Форест         |
| 18 лютого Перегравання | Ноттінгем Форест         | 3:0     | Ньюкасл Юнайтед          |

## П'ятий раунд
На цьому етапі зіграли переможці попереднього раунду.
| Дата                   | Господарі        | Рахунок | Гості             |
| ---------------------- | ---------------- | ------- | ----------------- |
| 16 лютого              | Вест Гем Юнайтед | 4:2     | Кру Александра    |
| 16 лютого              | Портсмут         | 1:2     | Тоттенгем Готспур |
| 16 лютого              | Ноттс Каунті     | 1:0     | Манчестер Сіті    |
| 16 лютого              | Кембридж Юнайтед | 4:0     | Шеффілд Венсдей   |
| 17 лютого              | Ліверпуль        | 0:0     | Евертон           |
| 20 лютого Перегравання | Евертон          | 4:4     | Ліверпуль         |
| 27 лютого Перегравання | Евертон          | 1:0     | Ліверпуль         |
| 18 лютого              | Норвіч Сіті      | 2:1     | Манчестер Юнайтед |
| 25 лютого              | Саутгемптон      | 1:1     | Ноттінгем Форест  |
| 4 березня Перегравання | Ноттінгем Форест | 3:1     | Саутгемптон       |
| 27 лютого              | Шрусбері Таун    | 0:1     | Арсенал           |

## Шостий раунд
На цьому етапі зіграли переможці попереднього раунду.
| Дата       | Господарі         | Рахунок | Гості            |
| ---------- | ----------------- | ------- | ---------------- |
| 9 березня  | Норвіч Сіті       | 0:1     | Ноттінгем Форест |
| 9 березня  | Арсенал           | 2:1     | Кембридж Юнайтед |
| 10 березня | Тоттенгем Готспур | 2:1     | Ноттс Каунті     |
| 11 березня | Вест Гем Юнайтед  | 2:1     | Евертон          |

## Півфінали
У півфіналах зіграли команди, що перемогли на попередньому етапі.
| Дата      | Господарі         | Рахунок | Гості            |
| --------- | ----------------- | ------- | ---------------- |
| 14 квітня | Ноттінгем Форест  | 4:0     | Вест Гем Юнайтед |
| 14 квітня | Тоттенгем Готспур | 3:1     | Арсенал          |

## Фінал
| 18 травня 1991 15:00 BST |

| «Тоттенгем Готспур»        | 2:1 дч   | «Ноттінгем Форест» |
| -------------------------- | -------- | ------------------ |
| Стюарт 55' Волкер 94' (аг) | Протокол | Пірс 16'           |

| Вемблі, Лондон Глядачів: 80 000 Арбітр: Роджер Мілфорд |